# Xicatlacotla
Xicatlacotla är en ort i Mexiko.   Den ligger i kommunen Tlaquiltenango och delstaten Morelos, i den sydöstra delen av landet, 100 km söder om huvudstaden Mexico City. Xicatlacotla ligger 832 meter över havet och antalet invånare är 318.
Terrängen runt Xicatlacotla är huvudsakligen kuperad, men åt nordväst är den platt. Runt Xicatlacotla är det ganska glesbefolkat, med 42 invånare per kvadratkilometer. Närmaste större samhälle är Zacatepec, 15,2 km norr om Xicatlacotla. I omgivningarna runt Xicatlacotla växer huvudsakligen savannskog.